# Dennis – Der Quälgeist
Dennis – Der Quälgeist (Originaltitel: Dennis the Menace) ist eine US-amerikanische Filmkomödie aus dem Jahr 1987. Der Fernsehfilm ist eine Comicverfilmung der Comicstrips Dennis the Menace von Hank Ketcham.

## Handlung
Nachdem Dennis beim Graben im elterlichen Garten einige Knochen findet, stellt ein mit seinem Vater befreundeter Paläontologe fest, dass es sich um den eines Dinosauriers handelt. Dennis nennt ihn fortan Dennissaurus und verbreitet die Neuigkeiten. Dadurch werden Journalisten, Schaulustige und einige Wissenschaftler neugierig und stören die vorstädtische Ruhe. Während dieses angerichtete Chaos alle Nachbarn, insbesondere George Wilson, aufregt, genießt Dennis das Tohuwabohu.

## Kritik
„Blutleerer Versuch, dem bekannten Comic Strip von Hank Ketcham in einer Fernsehverfilmung Leben einzuhauchen; in der jugendlichen Hauptrolle fehlbesetzt und weder lustig noch spannend.“

„Putzige Ideen, zu breit ausgewalzt“

## Veröffentlichung
Nachdem der Film in den USA am 11. September 1987 ausgestrahlt wurde, war die deutsche Erstausstrahlung am 23. Mai 1994 auf ProSieben.